# Trichomasthus mexicanus
Trichomasthus mexicanus är en stekelart som först beskrevs av Girault 1917.  Trichomasthus mexicanus ingår i släktet Trichomasthus och familjen sköldlussteklar. Inga underarter finns listade i Catalogue of Life.